# Districte de Mutarara
El districte de Mutarara és un districte de Moçambic, situat a la província de Tete. Té una superfície de 6.295 kilòmetres quadrats. En 2007 comptava amb una població de 209.817 habitants. Limita al nord i nord-oest amb el districte de Moatize, a l'oest amb el districte de Tambara de la província de Manica i el districte de Chemba de la província de Sofala, al sud amb el districte de Caia també de la província de Sofala, i a l'est amb els districtes de Mopeia i Morrumbala de la província de Zambézia i amb Malawi.

## Divisió administrativa
El districte està dividit en quatre postos administrativos (Chare, Doa, Inhangoma i Nhamayabué), compostos per les següents localitats:
- Posto Administrativo de Chare:
  - Chare
  - Vila Nova de Fronteira
- Posto Administrativo de Doa:
  - Doa
- Posto Administrativo de Inhangoma:
  - Canhungue
  - Inhangoma
  - Jardim (Canamua)
- Posto Administrativo de Nhamayabué:
  - Vila de Nhamayabué
  - Nhamayabué
  - Sinjal